# اتاق خبر (مجموعه تلویزیونی)
اتاق خبر (به انگلیسی: The Newsroom) مجموعه تلویزیونی درام سیاسی آمریکایی است که سازنده و نویسنده آن آرون سورکین می‌باشد. پخش این مجموعه از ۲۴ ژوئن ۲۰۱۲ از شبکه اچ‌بی‌او آغاز شد و پس از سه فصل و ۲۵ قسمت در ۱۴ دسامبر ۲۰۱۴ به پایان رسید. این مجموعه یک وقایع‌نگاری از اتفاقات پشت صحنه یک شبکهٔ خبریِ تخیلی به نام «شبکه کابلی خبری آتلانتیس» (ACN) است.
در مجموعهٔ اتاق خبر، جف دانیلز در نقش مجریِ معروفِ برنامهٔ «اخبار شب» به نام «ویل مک‌اووی» ظاهر شده است.
از دیگر بازیگران این مجموعه می‌توان به امیلی مورتیمر، جان گلگر، آلیسون پیل، توماس سادوسکی، الیویا مان، دو پتل و سام واترستون اشاره کرد. جین فوندا نیز در نقشِ مدیرِ شرکت مادر شبکهٔ ACN، بازیگرِ مهمانِ بیشترِ قسمت‌های این مجموعه است.
آرون سورکین برای ساختنِ این مجموعه چندین شبکهٔ تلویزیونی واقعی را مشاهده کرده و در مورد ساز و کارهای شبکه‌های خبری تحقیقِ دست اول انجام داده است.

## طرح کلی داستان

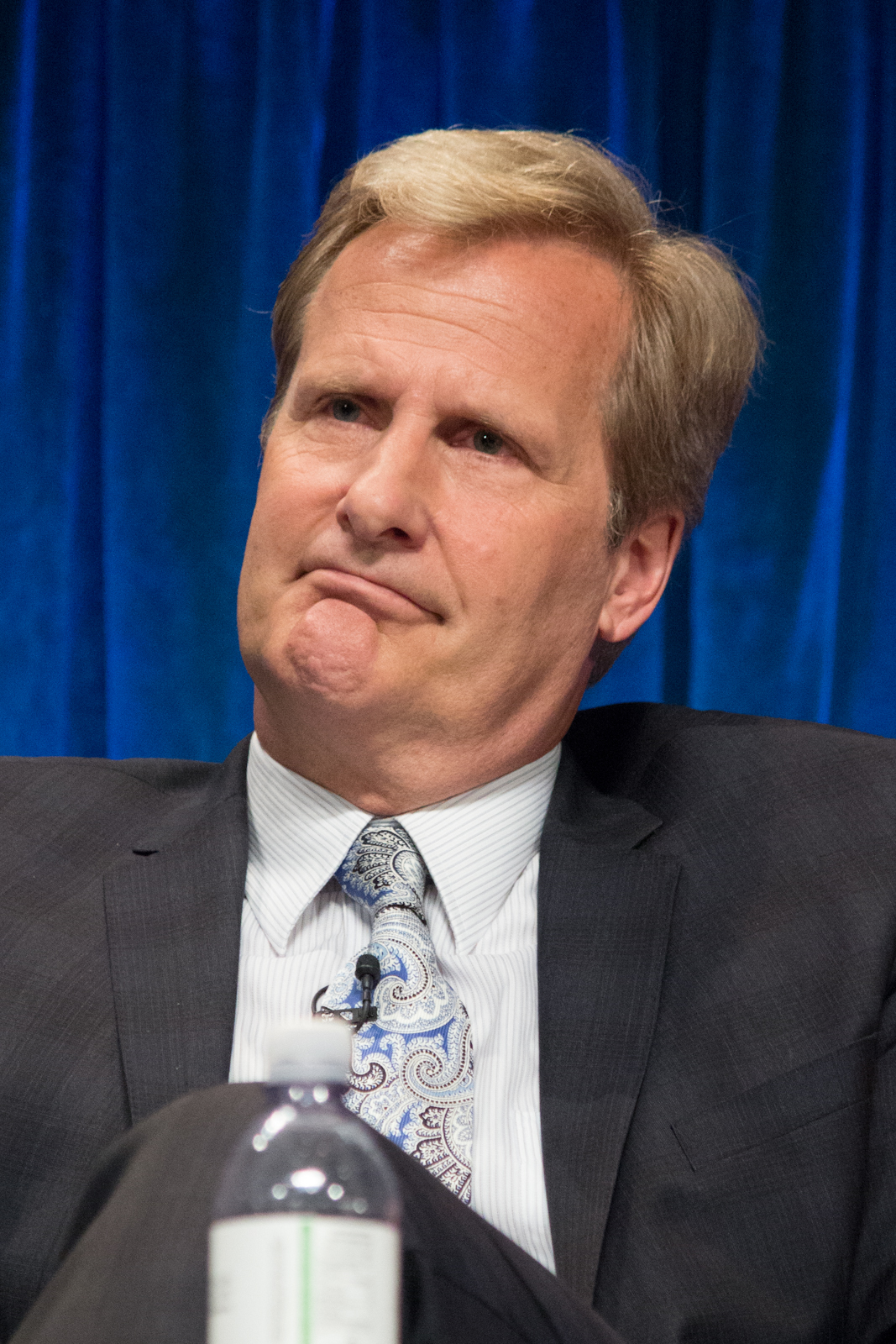
جف دانیلز

این مجموعهٔ تلویزیونی ۲۵ قسمتی به ماجراهای پشت صحنهٔ یک شبکهٔ خبریِ تخیلی به نام «شبکه کابلی خبری آتلانتیس» (ACN) و روابطِ میانِ اعضای اتاق خبر این شبکه می‌پردازد. محورِ قصه‌ها مجریِ اخبارِ شبِ این شبکه، ویل مک‌اووی (با بازیِ جف دانیلز) و تهیه‌کنندهٔ اجراییِ او، مکنزی مک‌هیل (با بازیِ امیلی مورتیمر) هستند. دیگر شخصیت‌های ثابتِ این مجموعه عبارتند از: رئیسِ ACN، چارلی اسکینر (با بازیِ سام واترستون) و اعضای اتاق خبر یعنی جیم هارپر (با بازیِ جان گلگر، جونیور)، مگی جردن (با بازیِ آلیسون پیل)، اسلون سبیث (با بازیِ الیویا مان)، نیل سمپات (با بازیِ دو پتل) و دان کیفر (با بازیِ توماس سادوسکی).

## جوایز
جف دانیلز موفق شد برای بازی در این مجموعه در سال ۲۰۱۳ جایزهٔ امی ساعات پربیننده را در بخشِ «بهترین بازیگر مرد در مجموعه تلویزیونی درام» از آنِ خود کند. او در سال ۲۰۱۲ برای دریافتِ جایزهٔ گلدن گلوب هم نامزد شد اما آن را به دیمین لوئیس واگذار کرد.
همچنین اتاق خبر در سال ۲۰۱۲ برای دریافتِ جایزهٔ گلدن گلوب بهترین مجموعه تلویزیونی درام نامزد شد اما نتوانست آن را در رقابت با میهن از آنِ خود کند.
در سال‌های ۲۰۱۴ و ۲۰۱۵ هم جف دانیلز برای دریافتِ جایزهٔ امی نامزد شد ولی نتواست برنده شود.